# 55 Cancri b
55 Cancri b of Galileo is een exoplaneet die draait rond de ster 55 Cancri A. Een omloop duurt 14,65 aardse dagen. Het is de tweede planeet gezien vanaf 55 Cancri voorafgegaan door 55 Cancri e. Het is een voorbeeld van een hete Jupiter. Hij werd op 12 april 1996 ontdekt door Geoffrey Marcy en R. Paul Butler in Californië, Verenigde Staten.
Hij staat 40,9 lichtjaar bij het zonnestelsel vandaan in het sterrenbeeld Kreeft. Hij staat gemiddeld 0,115 AE van 55 Cancri vandaan.
In december 2015 kreeg de planeet van de IAU de officiële naam Galileo, naar Galileo Galilei.